# جورج إيتكن
جورج إيتكن (بالإنجليزية: George Aitken)‏ هو لاعب اتحاد الرغبي نيوزيلندي، ولد في 2 يوليو 1898 في ويستبورت ‏ في نيوزيلندا، وتوفي في 8 يوليو 1952 في ويلينغتون في نيوزيلندا.

## وصلات خارجية
- جورج إيتكن عل موقع إسبنسكروم (الإنجليزية)